# إينو

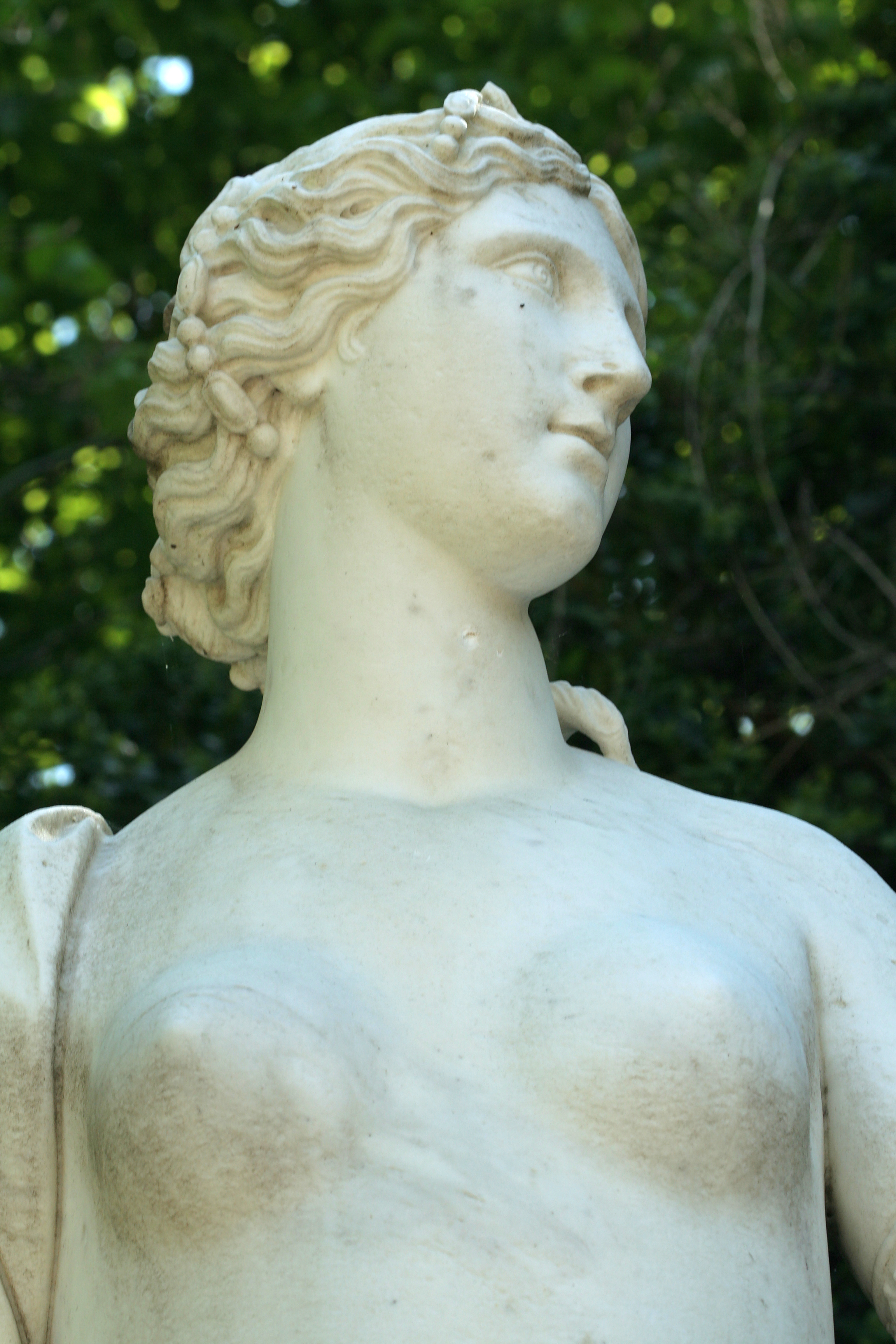

إينو (بالإنجليزية: Ino)‏ في الميثولوجيا الإغريقية هي ابنة قدموس وهرمونيا وأم لآرخوس وميليكيرتيس من أثاماس وهي مرضعة ديونيسوس وهكذا فإن ديونيسوس يكون أخو ميليكيرتيس بالرضاعة .

## الأسطورة
تقول الأسطورة أن إينو لم تكن تحب أولاد زوجها فريكسوس وهيللي
و للتلآمر عليهما قامت بأمر النساء بتجفيف حبوب القمح قبل بذارها مما أدى إلى عقمها وضياع المحصول . وكما توقعت إينو فإن زوجها أثاماس أرسل وفدا إلى دلفي ليسأل العرافين النصيحة وكيف يجنب شعبة الجوع . قامت إينو بإقناع الوفد بأن يقول لأثاماس أن عرافي دلفي قد توقعوا بأن كل المصائب ستزول إذا قدم ابنه فريكسوس قربانا لزيوس. عندما أراد أثاماس تقديم ابنه قربانا لزيوس أنقذتهم نيفيلي أمهم وحملتهم على كبش صوفه من ذهب كانت قد حصلت عليه من هيرميز. طار بهم الكبش لكن الابنة هيللي سقطت في البحر بين آسيا وأوروبا وحمل المضيق حيث سقطت اسم هيلليسبونت (الدردنيل) أما فريكسوس فقد حط آمنا في بلاد كولخيس . أما صوف الكبش هذا فلقد أصبح مشهورا تحت اسم الصوف الذهبي الذي قطع من أجله جاسون البوسفور على السفينة أرغو ومعه أكثر من خمسين بطل ليعيده بمساعدة ميديا ابنة أيتس ملك كولخيس إلى اليونان.